# Walther Stein

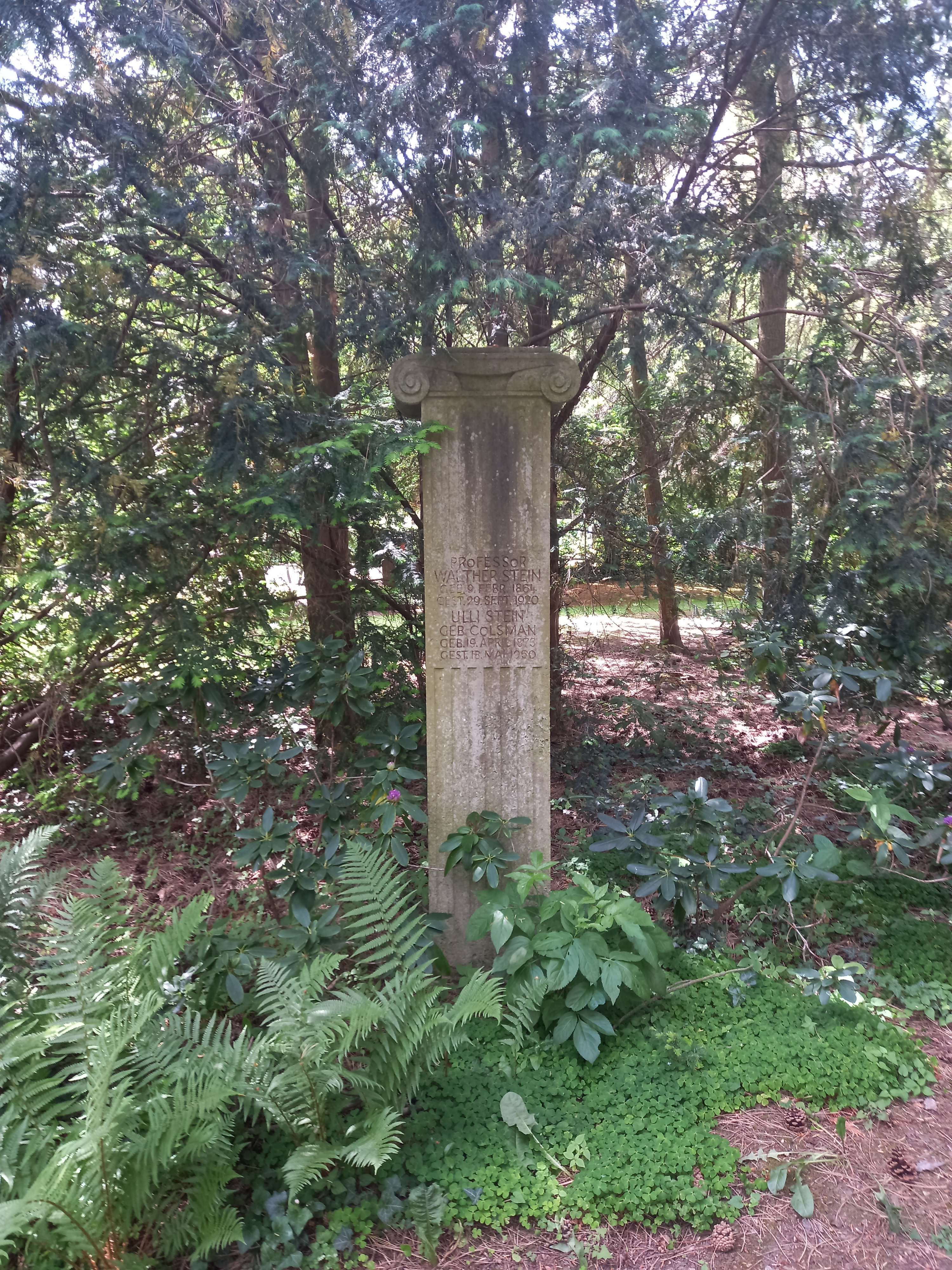
Das Grab von Walther Stein und seiner Ehefrau Ulli geborene Colsmann auf dem Stadtfriedhof Göttingen

Walther Stein (* 9. Februar 1864 in Langenberg (Rheinland); † 29. September 1920 in Göttingen) war ein deutscher Diplomatiker und Historiker.

## Leben
Stein besuchte das Evangelisch Stiftische Gymnasium Gütersloh. Nach dem Abitur immatrikulierte er sich 1884 an der Eberhard-Karls-Universität für Geschichte und Philologie. Am 15. Dezember 1884 wurde er im Corps Borussia Tübingen recipiert. Ein Gleichzeitiger war Walter Amelung. Am Ende des Sommersemesters 1885 inaktiviert, wechselte er an die Universität Leipzig und die Friedrich-Wilhelms-Universität zu Berlin. Seit dem Dreikaiserjahr im Stadtarchiv Köln tätig, wurde er 1889 in Berlin zum Dr. phil. promoviert. Zur Bearbeitung des Hansischen Urkundenbuchs war er 1892 in Gießen. 1900 habilitierte er sich an der Schlesischen Friedrich-Wilhelms-Universität zu Breslau . Die Georg-August-Universität Göttingen berief ihn 1903 als a.o. Professor. 1905 übernahm er die Redaktion der Hansischen Geschichtsblätter. Die von ihm bearbeiteten Bände 8–11 des Hansischen Urkundenbuchs erschienen 1899, 1903, 1907–1916 und 1916 in Leipzig. 1919 kam er in Göttingen auf den Lehrstuhl für Geschichte. Im Jahr darauf starb er im Alter von 56 Jahren.

## Werke
- Akten zur Geschichte der Verfassung und Verwaltung der Stadt Köln im 14. und 15. Jahrhundert. Droste, Düsseldorf 1993, Nachdruck der Ausgabe Bonn, 1893–1895.
- Die Hanse und England: Ein hansisch-englischer Seekrieg im 15. Jahrhundert. Duncker & Humblot, Leipzig 1905.
- Bismarck des eisernen Kanzlers Leben in annähernd 200 Bildern; im Jahre des 100. Geburtstags Bismarcks und des großen Krieges. Siegen, Leipzig 1905.
- Steins Geschichte des Weltkriegs. Siegen Berlin 1915.
- Um Vaterland und Freiheit. Wirklichkeitsaufnahmen aus dem großen Kriege nebst einer Einführung. Siegen 1917.